# هيليرود
هيليرود (بالدنماركية: Hillerød) مدينة دنماركية صغيرة يبلغ عدد سكانها 30853 في إحصاء 2013، وتقع في شمال جزيرة زيلاند شرق الدنمارك وهي عاصمة إقليم هيفستيدون واحد من 5 أقاليم في الدنمارك. وتعتبر هذه المدينة ثالث أكبر المدن في جزيرة زيلاند بعد العاصمة كوبنهاغن وبعد مدينة هيليسينكور. وتتواجد في هذه المدينة قلعة فريدريكسبورغ.

## معرض صور

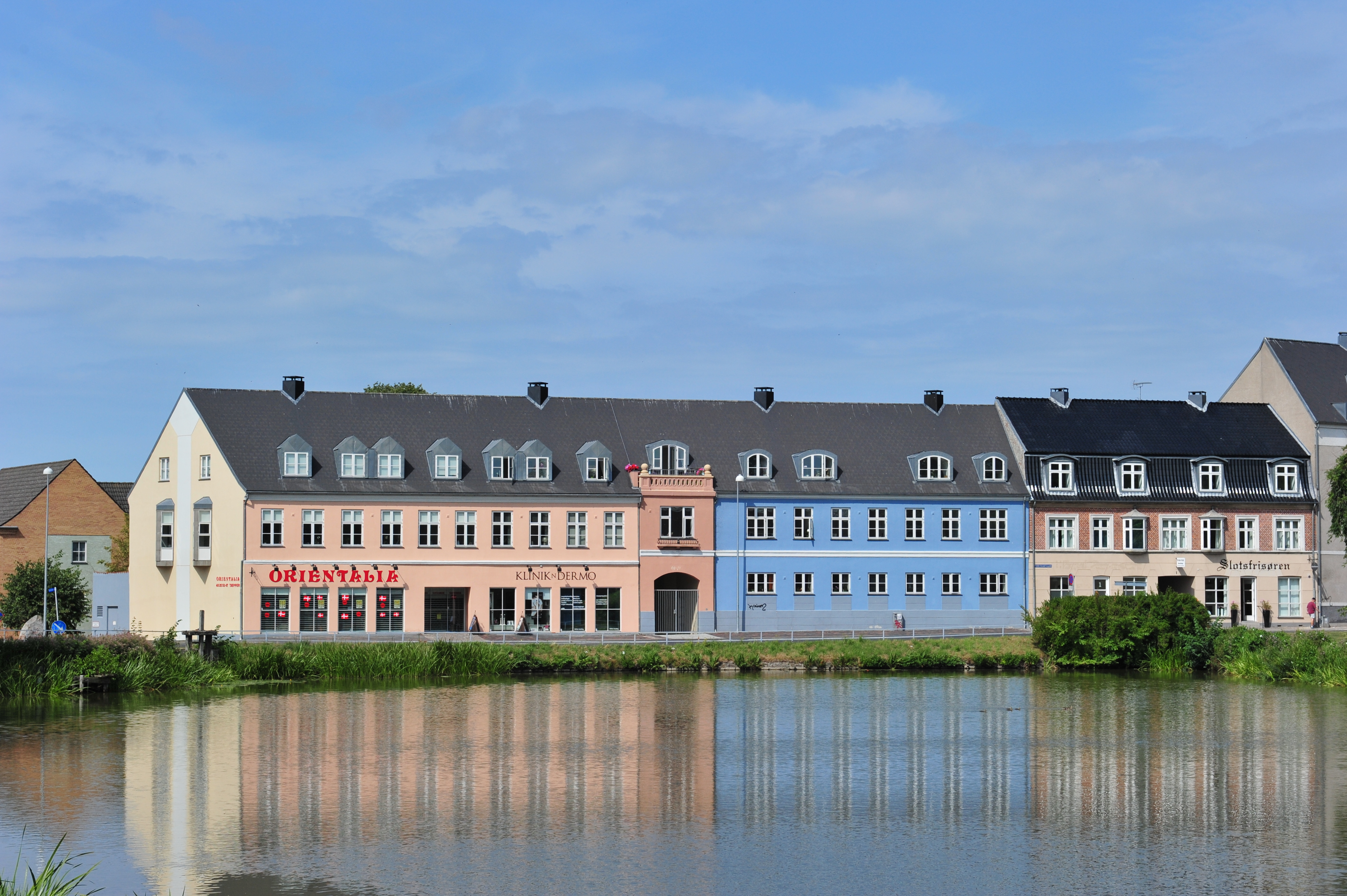
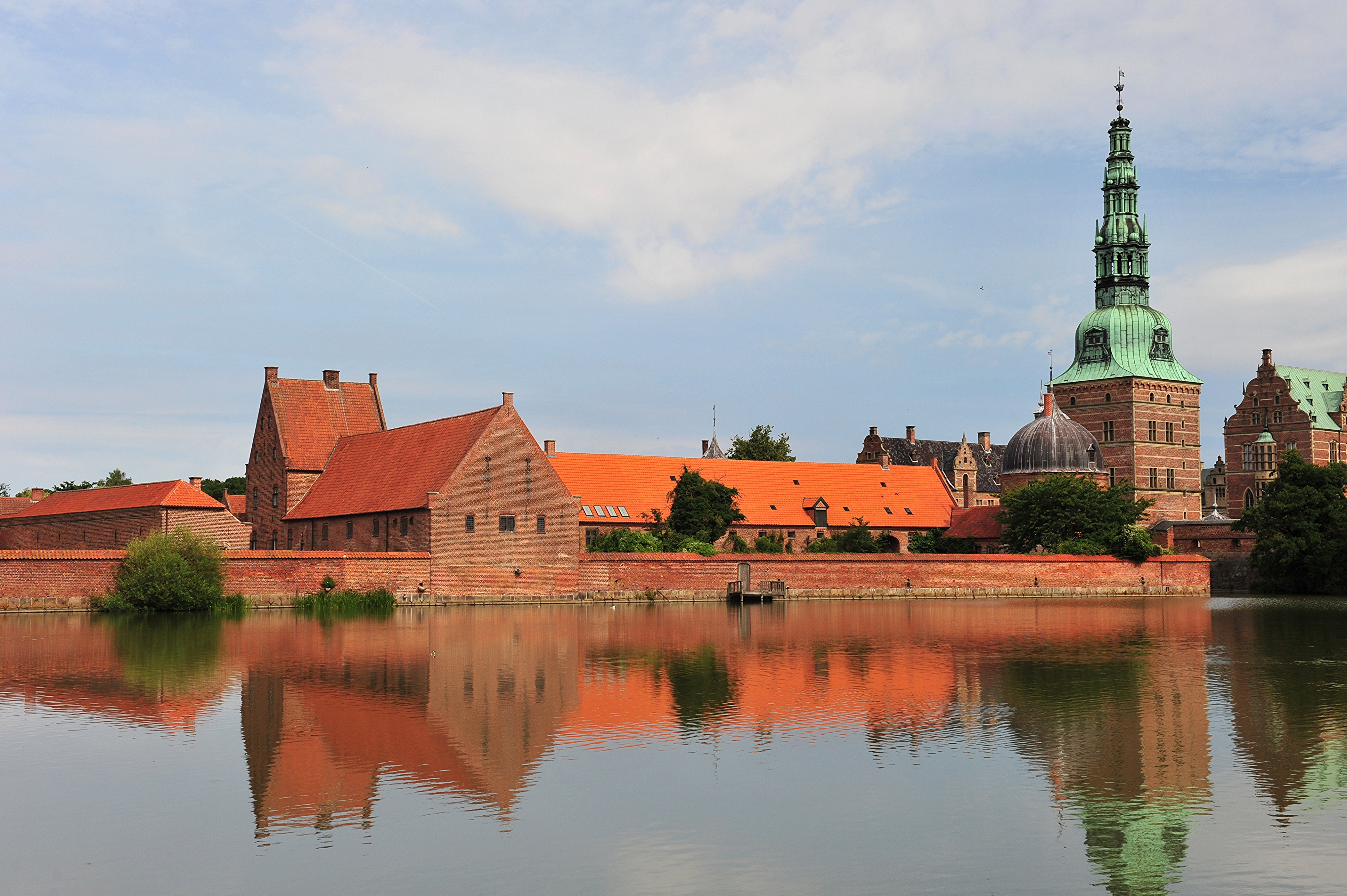
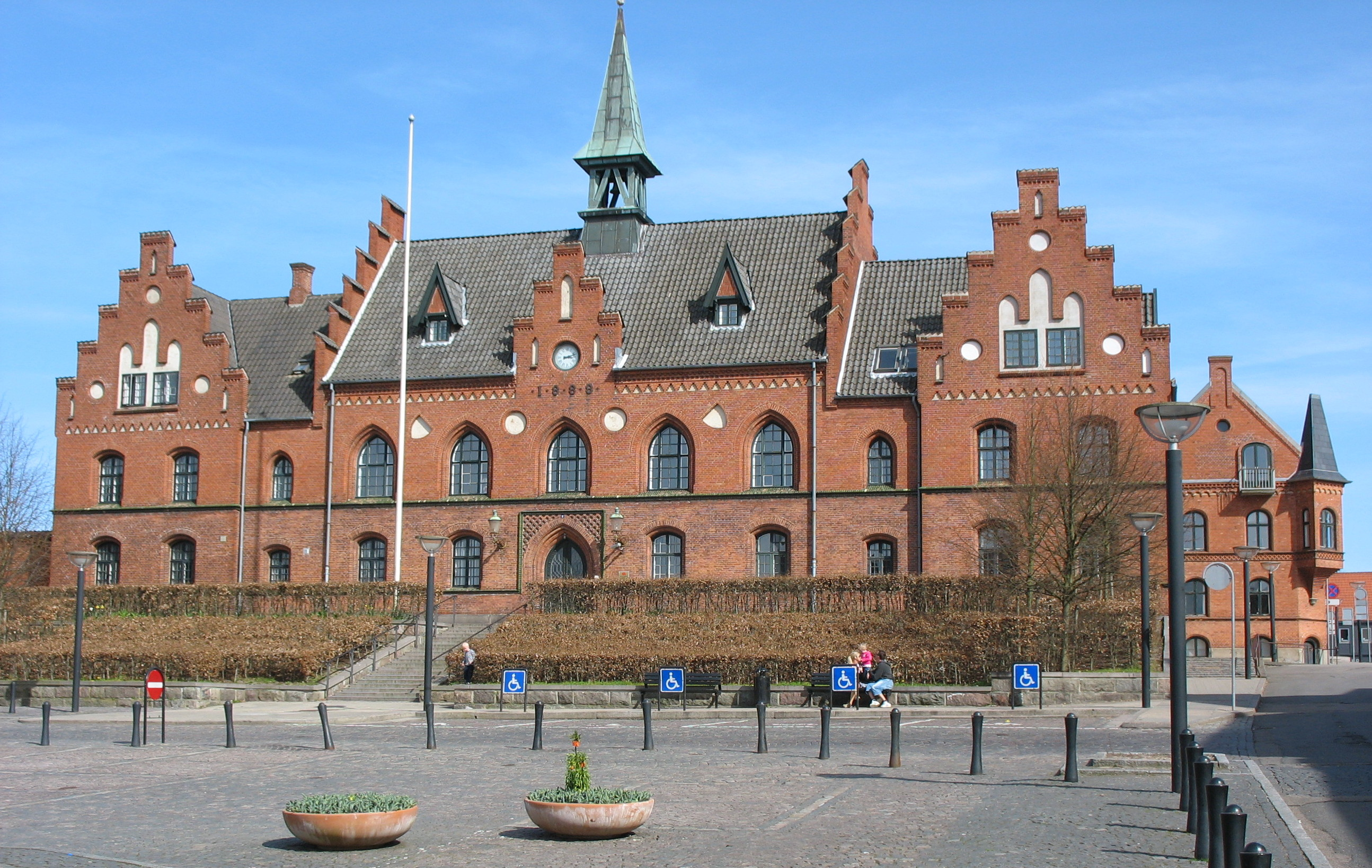

## توأمة
لهيليرود اتفاقيات توأمة مع كل من:
- غودولو
- لوفيسا

## أعلام
- بيتر يورجينسن
- بريجيت هيورت سورينسن
- يورغن ماركوسين
- جوهانس كريستنسن
- فيغو فريدريكسن
- لودفيغ بيترسن
- أوتو مولر جنسن
- فرانتس بوهل
- دافيد يانسن
- نيكي سورينسن